# Cosmo Zaloom

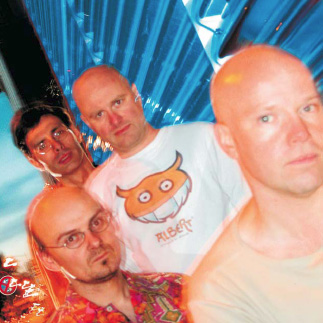
Cosmo Zaloom, 2006

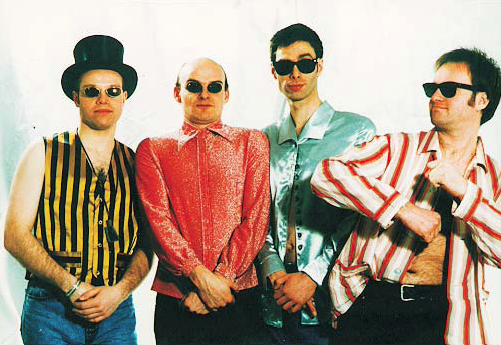
Cosmo Zaloom, 1997

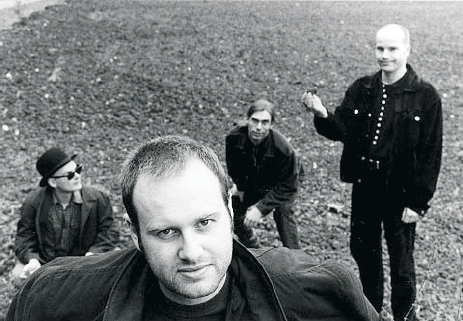
Cosmo Zaloom, 1994

Cosmo Zaloom war eine Hard-Pop-Band aus Hannover.

## Geschichte
1993 gewann Andreas Weihs unter dem Pseudonym "Cosmo Zaloom" mit einer Demo-Cassette, die er bei Jens Krause im Peppermint Park aufgenommen hatte, die Teilnahme am hannoverschen Rockwettbewerb. Da er nicht alleine auf der Bühne des hannoverschen Pavillons stehen wollte, fragte er seinen langjährigen Freund und Schlagzeuger Jens Klemp (Ex-Primaries), ob dieser nicht Zeit und Lust hätte, ihn bei dem Auftritt zu unterstützen. Jens Klemp brachte mit Michael Schrader (Ex-Hungry Dayz) auch noch einen Bassisten mit in die Band.
Der Auftritt wurde, trotz weniger Proben, ein Erfolg und machte Klaus-Peter Matziol, den Bassisten von ELOY, auf die Band aufmerksam. Dieser war auf der Suche nach einer jungen Band, die er für das Label Interatlantic Tours (I.A.T.) unter Vertrag nehmen konnte. Wenige Wochen später war der Plattenvertrag unterschrieben und die Band landete – mittlerweile unterstützt durch den ehemaligen Primaries-Gitarristen Eric Limberg – in den hannoverschen Staccato-Studios bei Rainer Holst, um ihre erste CD "Planet Of My Own" aufzunehmen. Die CD erschien beim Essener Plattenlabel VOICES.
Es folgte eine Support-Club-Tour für die kanadische Band "Surrender Dorothy" sowie eine 14-tägige Support-Tour für ELOY, durch große Hallen in Deutschland.

Im Frühjahr 1996 erschien die zweite CD "Handland", ebenfalls bei VOICES. In der Folge wurden etliche Club-Gigs in der gesamten Bundesrepublik gespielt. Ein Video zu dem Song "Summertime" wurde gedreht – fand jedoch keinen Zugang in den gängigen Musikkanälen.
Ende 1998 ging die Band für fast zwei Jahre in die Babypause. Ab Dezember 2000 folgten jedoch weitere sechs Jahre des gemeinsamen Musizierens. 2002 erschien die im Eigenverlag produzierte CD "Straight From the Sofa".
2006 hieß es dann endgültig Abschied nehmen. Im hannoverschen FAUST, an Erics 40. Geburtstag, spielten Cosmo Zaloom ihr (wahrscheinlich) letztes Konzert.

## Der Name
Der Name der Band ist eine Symbiose. "Cosmo" war der Name eines Gespenstes in einem alten Schwarzweiß-Film. George "Zaloom" hieß der Produzent des amerikanischen Nonsens-Films Steinzeit Junior.
Beide Namen landeten in einem kleinen Moleskine. Als Andreas Weihs 1993 einen neuen Namen für sein Projekt brauchte, brachte der Zufall beide Namen zusammen.

## Bandmitglieder
- Jens Klemp – Schlagzeug, Background Vocals
- Eric Limberg – Gitarre
- Michael Schrader – Bass
- Andreas Weihs – Gesang, Gitarre

## Diskografie
- Elvis, Lou And Me (unplugged), Demo-MC, 1993
- Sixpack '93, Sampler des Rockbüros Hannover zum Rockwettbewerb, CD, 1993, Label: Sponsors Dance
- Planet Of My Own, CD, 1994, Label: Voices
- The christmas collection Vol. 2, Sampler des Musikzentrums Hannover, CD, 1994, Label: Sponsors Dance
- Summertime, Maxi-CD, 1995, Label: Voices
- Handland, CD, 1996, Label: Voices
- Sixpack '98 / Greatest Hits 1989-98, Sampler des Musikzentrums Hannover, Doppel-CD, 1998, Label: Sponsors Dance
- Straight From The Sofa, CD, 2003, Label: mockermusic